# بازينة
بازينة أو هذيل هي إحدى بلدات ولاية بنزرت بالشمال التونسي، وهي مقر عمادة تابعة إلى معتمدية جومين تقع بين سجنان وماطر وتبعد حوالي 60 كلم عن بنزرت. 
بها مؤسسات مختلفة: مدرسة ومدرسة ثانوية ومستوصف ومركز بريد وبلدية، ويعتمد أهلها على الفلاحة وخاصة إنتاج الخضر والحبوب. ترقيمها البريدي هو 7012.
1. ↑  "المناطق الترابية (العمادات) حسب الولايات والمعتمديات". اطلع عليه بتاريخ 2024-11-30.